# الهيئة العامة للاجئين الفلسطينيين العرب
الهيئة العامة للاجئين الفلسطينيين العرب هيئة عامة ذات طابع إداري مستقلة مالياً وإدارياً تأسست بتاريخ 25 يناير 1949 عندما أصدرت الحكومة السورية القانون رقم (450) القاضي بإحداث المؤسسة العامة للاجئين الفلسطينيين العرب بغية تنظيم شؤون الفلسطينيين ومعونتهم وتوفير مختلف حاجاتهم وإيجاد الأعمال المناسبة لهم واقتراح التدابير لتقرير أوضاعهم في الحاضر والمستقبل.
يتولى إدارة الهيئة مدير عام يعين بقرار من رئيس مجلس الوزراء، وترتبط الهيئة العامة بوزير الشؤون الاجتماعية والعمل وهو المرجع المسؤول عن إدارة هذه الهيئة بصورة مباشرة

## أهدافها
- نظيم سجلات بأسماء اللاجئين الفلسطينيين وأحوالهم الشخصية ومهنهم التي كانوا يمارسونها .[1]
- تأمين إعاشتهم وكسوتهم وإقامتهم في مختلف المناطق السورية .
- إيجاد الأعمال المناسبة لهم في شتى المهن الحرة أو الخدمات الحكومية.
- استلام كل مل يخصص لهم من التبرعات والهبات من أي مصدر كان سواء أكانت هذه الموارد عينية أم نقدية وتوزيعها عليهم.
- تنظيم إدارة المستودعات ومراكز التوزيع والقيود الحسابية وكل ما يتعلق بتأمين سير هذه المؤسسة .
- الاتصال بجميع المؤسسات الدولية والوطنية والدوائر الرسمية والجمعيات الخيرية والأفراد التي تعمل على إسعاف اللاجئين الفلسطينيين ومساعدتهم .
- اقتراح جميع التدابير والإجراءات التي تتعلق بأوضاع اللاجئين وإقامتهم في سورية .